# Oberhaselbach (Mallersdorf-Pfaffenberg)

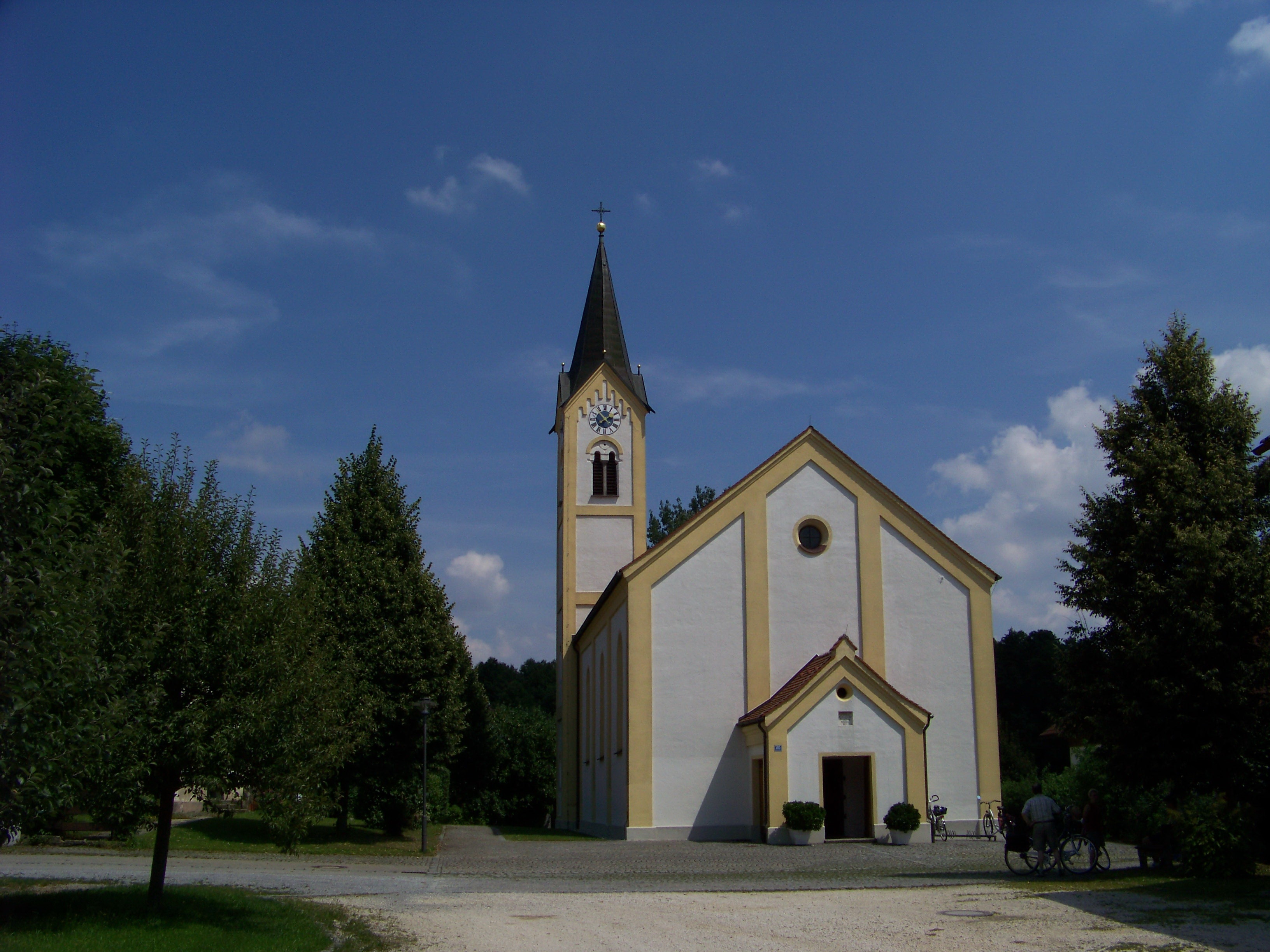
Die Benefiziumskirche St. Martin

Oberhaselbach, bis 1875 amtlich Oberhaslbach, ist ein Gemeindeteil des Marktes Mallersdorf-Pfaffenberg im niederbayerischen Landkreis Straubing-Bogen. Bis 1978 bildete es eine selbstständige Gemeinde.

## Lage
Das Kirchdorf Oberhaselbach liegt am Haselbach etwa vier Kilometer westlich von Pfaffenberg.

## Geschichte
Die erste Nennung des Ortes erfolgte bereits in der Mitte des 9. Jahrhunderts, als die Burg im Besitz der Edlen Adelunk von Lindhart war. Dessen Sohn Ambrichio erhielt das Schloss als Elterngut. Er wurde 864 Abt von Kloster St. Emmeram und zugleich Bischof von Regensburg. 882 übergab er das Schloss seinem Neffen Gundalbert, der Vogt von Haselbach wurde. Ambrichio bestätigte auch dessen Sohn Adfolk im Jahre 890 die Besitznahme.
Etwa um 1250 folgten als Vögte und Lehensinhaber die Edlen Prämer aus einer Seitenlinie der Adelunken, welche den Familien-Stammnamen „Die Haselbeckhen“ annahmen. Auf die Haselbeckh folgten die Donnerstein, auf diese wieder die Haselbeckh. Hans Haselbeckh erbaute in den Jahren 1480 bis 1483 das bis heute erhaltene Wasserschloss neben der alten Burg. Eine Kirche in Obernhaslpach wird erst 1508 erwähnt.
Auf die Ritter von Haselbeck folgten gegen 1600 die Herren von Schad. Nach dem Dreißigjährigen Krieg (1618–1648) wurde das Schloss an den Abt von Kloster Prüfening verkauft. Bis zur Säkularisation in Bayern unterhielt das Benediktinerkloster Prüfening eine Güterpropstei in Oberhaselbach. Um 1756 legte das Kloster den Sommerkeller südöstlich des Schlosses an.
Mit der Säkularisation im Jahre 1803 kam das Schloss in den Besitz des Staates, wurde aber bereits zwei Jahre später an den Bauer Michael Vilsmeier von Pfatter verkauft, dem später zahlreiche weitere Besitzer folgten. 1835 bis 1840 wurden die alte Burg und das kleine Bräuhaus wegen Baufälligkeit abgetragen. Die bis 1838 auf dem Schlossgut ansässigen Eheleute Wolfgang und Franziska Limbrunner stifteten 1855 ein Frühmessbenefizium.
Die politische Gemeinde Oberhaselbach gehörte zum Bezirksamt und Landkreis Mallersdorf. Am 1. Januar 1978 wurde sie im Zuge der Gebietsreform in Bayern in den Markt Mallersdorf-Pfaffenberg eingemeindet.

## Sehenswürdigkeiten
- Benefiziumskirche St. Martin. Sie wurde von 1877 bis 1879 von dem Essenbacher Joseph Wiesbeck in neuromanischen Formen erbaut. Vom vorhergehenden spätgotischen Kirchenbau ist nur noch das Turmuntergeschoss erhalten. Die barocke Ausstattung beschaffte man 1879 aus der Pfarrkirche von Oberschneiding. Die Kanzel ist vermutlich ein Werk des in Straubing ansässigen Bildhauers Mathias Obermayr.[2]
- Schloss Oberhaselbach. Das zweiflügelige Weiherschloss entstand 1480 bis 1483. Es wurde 1756 umgebaut und gegen Westen erweitert. Das Gebäude ist auf drei Seiten von Wassergräben umgeben. Heute wird es privat bewohnt.

## Vereine
- Burschenverein „Wanderlust“ Oberhaselbach. Die Gründung geht einher mit der Aufführung des Theaterstücks Berggeist Rübezahl am 15. April 1923. Nach dem Zweiten Weltkrieg wurde der Verein am 5. Juli 1948 neu gegründet.
- Freiwillige Feuerwehr Oberhaselbach. Sie wurde am 1. Juli 1875 in den Bayerischen Landes-Feuerwehr-Verband aufgenommen.
- Katholische Landjugend
- Katholischer Frauenbund
- Sebastiani-Bruderschaft
- Schützenverein „Almenrausch“ Oberhaselbach